# سوگمائی
سوگمائی (به لاتین: Sogmai) یک منطقهٔ مسکونی در چین است که در Günsa واقع شده‌است.